# Kraï occidental

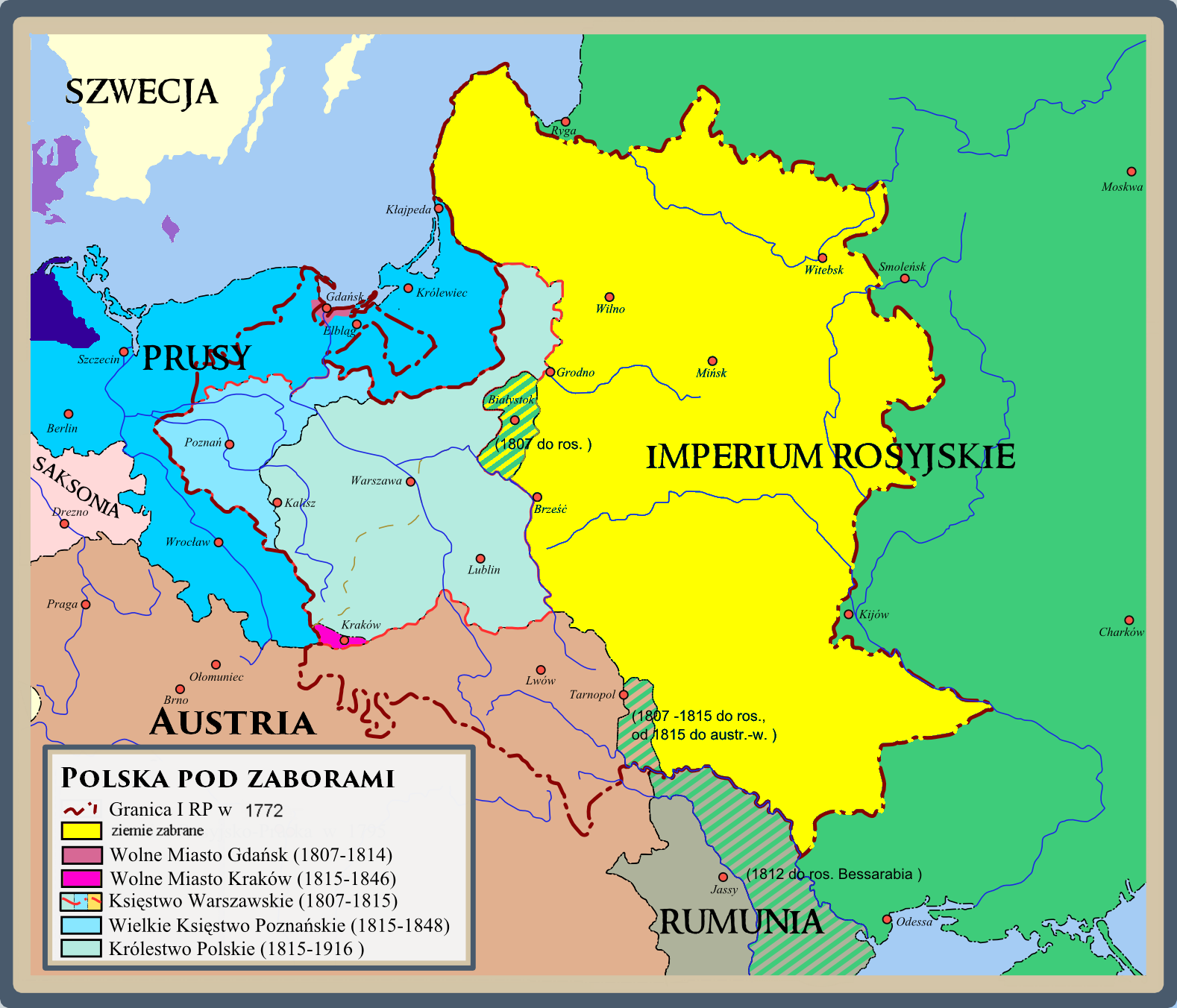
Le kraï occidental en jaune.

Le Kraï occidental (en russe : Западный край, littéralement la « Marche de l'Ouest ») était une façon non-officielle de désigner les parties les plus occidentales de l'Empire russe, à l'exclusion du territoire de la Pologne du Congrès (qui était parfois elle-même appelée Kraï de la Vistule). Le terme englobe les terres annexées par l'Empire russe lors des partages de la Pologne à la fin du XVIIIe siècle. Cette zone est connue en Pologne sous le nom de Ziemie zabrane (« Terres volées ») ou tout simplement de « partition russe ». Avec la Bessarabie et l'ancien khanat de Crimée, le kraï occidental chevauchait également la zone de peuplement juive de l'Empire russe et comprenait une grande partie de ce qui constitue aujourd'hui la Biélorussie, l'Ukraine et la Lituanie.

## Géographie politique
Le Kraï occidental était constitué des terres suivantes du prélevées à la République des Deux Nations :
- du premier partage (1772) : la Livonie (Latgale), la partie nord de la voïvodie de Polotsk, toute la voïvodie de Mstsislaw et la voïvodie de Vitebsk, et la partie sud-est de la voïvodie de Minsk (environ 92 000 km2) ;
- du deuxième partage (1793) : la partie restante de la voïvodie de Minsk, toute la voïvodie de Kiev, la voïvodie de Bracław et la voïvodie de Vilnius, certaines parties de la voïvodie de Podolie et les parties orientales de la voïvodie de Volhynie et de la voïvodie de Brest Litovsk (environ 250 000 km2) ;
- du troisième partage (1795) : tous les territoires à l'est du Boug (environ 120 000 km2) ; et, après 1807, l'oblast de Belostok.

Le « Kraï occidental » n'a jamais constitué une subdivision administrative officielle (Kraï) de la Russie, faisant en réalité partie des Krai du Nord-Ouest et Krai du Sud-Ouest.
Son territoire était composé de neuf gouvernements : six gouvernements lituaniens et biélorusses qui constituaient le Kraï du Nord-Ouest (Vilna, Kovno, Grodno, Minsk, Mogilev et Vitebsk), lesquels coïncidaient pour la plupart avec le territoire de l'ancien Grand-Duché de Lituanie ; et trois gouvernements ukrainiens qui constituaient le Kraï du Sud-Ouest (Volhynie, Podolie et Kiev).

## Histoire
En raison de ses spécificités nationales, le Kraï occidental avait des lois et des éléments de gouvernement spéciaux.
Sous le règne d'Alexandre Ier de Russie, les Polonais et les Lituaniens prédominaient dans les provinces occidentales. Après 1819, les gouvernements de Grodno, Vilnius, Minsk, Volhynie, Podolie, et Belostok sont restés sous la direction administrative principale du grand-duc Konstantin Pavlovitch de Russie. Tous les postes de l'administration locale étaient dominés par les noblesses polonaise et lituanienne, qui disposait d'un vaste gouvernement local et jouissait de nombreux privilèges sociaux, économiques et militaires, contrairement aux familles nobles de la Pologne dite du Congrès. Cette situation opportune a radicalement changé à la suite des soulèvements dits de novembre et de janvier.
Avec la chute de l'Empire russe et la fin de la Première Guerre mondiale, les territoires du Kraï occidental sont devenus une scène de rivalité militaire et politique entre les nations émergentes d'Europe de l'Est — l'Union soviétique en expansion et l'État polonais renaissant. Le traité de Riga met fin à cette rivalité en 1921. Bien que les frontières y aient été fixées comme un compromis entre la stabilité politique et les aspirations nationales, aucune des parties au traité n'a été satisfaite. Dans la nouvelle situation politique de l’Europe du début du XXe siècle, la République des Deux Nations n’avait aucune chance d’être restauré avec succès. Cependant, le maréchal Józef Piłsudski, cherchant à en préserver l'héritage culturel et politique, a continué pendant un certain temps à poursuivre son projet (finalement infructueux) de création d'une fédération de pays d'Europe centrale et orientale, appelée Intermarium.

### Sources
- Norman Davies, God's Playground – The History of Poland, Kraków, 2006, 6th éd. (ISBN 978-83-240-0654-0)
- Norman Davies, The Europe, Kraków, 2008 (ISBN 978-83-240-0004-3)
- Ilya Prizel, National identity and foreign policy: nationalism and leadership in Poland, Russia and Ukraine, Cambridge University Press, 1998 (OCLC 936754517)
- Piotr Rylski et Karol Weitz, « The Impact of the Russian Civil Judicial Proceedings Act of 1864 on the Polish Civil Proceedings », Russian Law Journal, vol. 2, no 4,‎ 2015, p. 78 (ISSN 2312-3605, DOI 10.17589/2309-8678-2014-2-4-78-90 , lire en ligne)
- (pl) Wacław Tokarz, Wojna polsko-rosyjska 1830 i 1831, Warszawa, 1993